# Claude Bowes-Lyon (1855-1944)

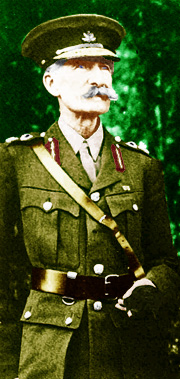
Claude George Bowes-Lyon

Claude George Bowes-Lyon, de 14e graaf van Strathmore en Kinghorne (Belgravia (Londen), 14 maart 1855 – Glamis Castle, 7 november 1944) was een Schots edelman, grootvader van voormalig Britse koningin Elizabeth II en overgrootvader van de huidige Britse koning Charles III.
Claude George Bowes-Lyon werd geboren op Lowndes Square, Belgravia (Londen), hij was een zoon van Claude Bowes-Lyon, de 13e graaf van Strathmore en Kinghorne, en diens echtgenote Frances Dora Smith. Vanaf 1865 droeg hij titel Lord Glamis. In 1904 volgde hij zijn vader op als graaf van Strathmore en Kinghorne, een titel in de Schotse adel. Van 1869 tot 1872 bezocht hij Eton College. Vervolgens werd hij officier bij de Britse Life Guards. 
In 1904 werd Bowes-Lyon Lord-Lieutenant van Angus, maar hij legde dat ambt neer toen zijn jongste dochter Elizabeth in 1936 koningin van het Verenigd Koninkrijk werd. Tijdens de Tweede Wereldoorlog stelde hij zijn voorvaderlijk slot Glamis ter beschikking als militair hospitaal. De graaf stond bekend als filantroop en was begaan met de welstand van zijn pachters. Tevens was hij lid van de Territorial Army en erekolonel van een bataljon van de Black Watch.
In 1937 werd hem nogmaals de titel Graaf van Strathmore en Kinghorne verleend, toen evenwel in de Britse adel. Hij voerde derhalve de titel van 14e en 1e graaf van Strathmore en Kinghorne.
Bowes-Lyon stierf op 7 november 1944 aan de gevolgen van bronchitis op 89-jarige leeftijd. 
In 1881 huwde hij Cecilia Nina Cavendish-Bentinck (1862-1938). Het echtpaar kreeg tien kinderen.
- Violet Hyacinth (1882-1893)
- Mary Frances (1883-1961)
- Patrick (1884-1949)
- John Herbert (1886-1930)
- Alexander Francis (1887-1911)
- Fergus (1889-1915)
- Rose Constance (1890-1967)
- Michael Claude Hamilton (1893-1953)
- Elizabeth (1900-2002)
- David (1902-1961)

- Bibliothèque nationale de France: cb16947127c (data)
- Virtual International Authority File: 316738324